# Onthophagus drescheri
Onthophagus drescheri là một loài bọ cánh cứng trong họ Bọ hung (Scarabaeidae).